# Wełtyń (gromada)
Wełtyń – dawna gromada, czyli najmniejsza jednostka podziału terytorialnego Polskiej Rzeczypospolitej Ludowej w latach 1954–1972.
Gromady, z gromadzkimi radami narodowymi (GRN) jako organami władzy najniższego stopnia na wsi, funkcjonowały od reformy reorganizującej administrację wiejską przeprowadzonej jesienią 1954 do momentu ich zniesienia z dniem 1 stycznia 1973, tym samym wypierając organizację gminną w latach 1954–1972.
Gromadę Wełtyń z siedzibą GRN w Wełtyniu utworzono – jako jedną z 8759 gromad na obszarze Polski – w powiecie gryfińskim w woj. szczecińskim na mocy uchwały nr V/44/54 WRN w Szczecinie z dnia 5 października 1954. W skład jednostki weszły obszary dotychczasowych gromad Gardno, Wełtyń i Wirów ze zniesionej gminy Wełtyń w tymże powiecie. Dla gromady ustalono 11 członków gromadzkiej rady narodowej.
1 stycznia 1958 do gromady Wełtyń włączono miejscowości Żelisławiec, Kartno i Drzenin ze zniesionej gromady Żelisławiec w tymże powiecie.
Gromada przetrwała do końca 1972 roku, czyli do kolejnej reformy gminnej.